# Максим (Мастихис)
Епи́скоп Макси́м (греч. Επίσκοπος Μάξιμος; в миру Иоа́ннис Масти́хис, греч. Ἰωάννης Μαστίχης; 30 сентября 1935, Стилис — 22 января 2015, Брюссель) — архиерей Константинопольской православной церкви, епископ Евменийский (1977—2015), викарий Бельгийской митрополии.
Тезоименитство: 21 января (преподобного Максима Грека).

## Биография
Родился 30 сентября 1935 года в Стилиде, в номе Фтиотида, в Греции.
Руководил учебной программой в начальной школе дима Стилида (в Средней Греции).
Три года учился в церковной школе в Ламии. В 1958 году окончил Халкинскую богословскую школу.
7 сентября 1958 года митрополитом Ставропольским Максим (Репанеллисом) рукоположён в сан диакона с наречением имени Максим, а 8 сентября 1958 года в Роттердаме тем же иерархом рукоположён в сан иерея. С декабря того же года служил приходским священником в церкви святителя Николая в Роттердаме.
В 1977 года Святейший Синод Константинопольского Патриархата единодушно избрал архимандрита Максима (Мастихиса) викарным епископом Бельгийской митрополии с титулом «Евменийский».
11 декабря 1977 года рукоположён в титулярного епископа Евменийского, викария Бельгийской митрополии. 
С 1 апреля 1997 года обосновался в Брюсселе, продолжая служить помощником правящего митрополита. Был ответственным за пастырское окормление и совершение исповеди во всех грекоязычных приходах Бельгийской митрополии.
Скончался 22 января 2015 года в своём доме в Брюсселе.